# Język kikapu
Język kikapu (znany też pod nazwami mesquakie, meskwaki, mesquakie-sauk, mesquakie-sauk-kickapoo, sac i fox) – język algonkiański, używany przez Indian z plemion Lisów, Sauków i Kickapoo w Stanach Zjednoczonych i północnym Meksyku. W sumie używa go około 700 osób. Spośród trzech dialektów – meskwaki, sac i kikapu – ten ostatni jest zdecydowanie najpopularniejszy i używa go około 500 osób. Wymarły język mascouten mógł również być dialektem kikapu, jednak jest zbyt mało źródeł, by go sklasyfikować.
Kikapu jest językiem zagrożonym wymarciem, a większość jego użytkowników jest w średnim lub podeszłym wieku. W ramach prób jego uratowania wprowadzona została m.in. dwujęzyczna edukacja w szkole w Meskwaki Settlement (Iowa) oraz Meskwaki Sewing Project, mający stworzyć możliwość wspólnego przebywania młodszych i starszych kobiet przy wspólnym szyciu i nauce języka.